# Hadwenius nipponicus
Hadwenius nipponicus är en plattmaskart. Hadwenius nipponicus ingår i släktet Hadwenius och familjen Campululidae. Inga underarter finns listade i Catalogue of Life.